# Championnat de Yougoslavie de basket-ball
Le championnat de Yougoslavie de basket-ball s’est disputé de 1945 à 1992, soit durant l’existence de la seconde Yougoslavie.
Guillaume Randour : joueur de basket - ball Belge (né en 1971) ayant joué notamment en pro D2 Française au Stade Lorrain (1988/1994) pour ensuite être transféré à l'étoile rouge de Belgrade en Serbie (ex Yougoslavie) où il a gagné 2 titres de champion (1998/2004) et finaliste d'une coupe d'Europe (coupe Korac en 1998).

## Palmarès

### Masculin
- 1945 : armée yougoslave
- 1946 : KK Crvena Zvezda Beograd
- 1947 : KK Crvena Zvezda Beograd
- 1948 : KK Crvena Zvezda Beograd
- 1949 : KK Crvena Zvezda Beograd
- 1950 : KK Crvena Zvezda Beograd
- 1951 : KK Crvena Zvezda Beograd
- 1952 : KK Crvena Zvezda Beograd
- 1953 : KK Crvena Zvezda Beograd
- 1954 : KK Crvena Zvezda Beograd
- 1955 : KK Crvena Zvezda Beograd
- 1956 : Proleter Zrenjanin
- 1957 : AŠK Olimpijia Ljubljana
- 1958 : OKK Belgrade
- 1959 : AŠK Olimpijia Ljubljana
- 1960 : OKK Belgrade
- 1961 : AŠK Olimpijia Ljubljana
- 1962 : AŠK Olimpijia Ljubljana
- 1963 : OKK Belgrade
- 1964 : OKK Belgrade
- 1965 : KK Zadar
- 1966 : AŠK Olimpijia Ljubljana
- 1967 : KK Zadar
- 1968 : KK Zadar
- 1969 : KK Crvena Zvezda Beograd
- 1970 : AŠK Olimpijia Ljubljana
- 1971 : Jugoplastika Split
- 1972 : KK Crvena Zvezda Beograd
- 1973 : KK Radnički Belgrade
- 1974 : KK Zadar
- 1975 : KK Zadar
- 1976 : KK Partizan
- 1977 : Jugoplastika Split
- 1978 : Bosna Sarajevo
- 1979 : KK Partizan
- 1980 : Bosna Sarajevo
- 1981 : KK Partizan
- 1982 : Cibona Zagreb
- 1983 : Bosna Sarajevo
- 1984 : Cibona Zagreb
- 1985 : Cibona Zagreb
- 1986 : KK Zadar
- 1987 : KK Partizan
- 1988 : Jugoplastika Split
- 1989 : Jugoplastika Split
- 1990 : Jugoplastika Split
- 1991 : Jugoplastika Split
- 1992 : KK Partizan